# Hoboken Hollow
Hoboken Hollow (dt. Verweistitel: Die Horrorfarm von Hoboken Hollow) ist ein US-amerikanischer Horrorfilm aus dem Jahr 2005. Seine DVD-Premiere hatte er in Deutschland am 17. April 2005. Die Regie führte Glen Stephens, der auch das Drehbuch schrieb. Die Hauptrollen verkörpern Jason Connery, Dennis Hopper, und Michael Madsen. Der Film wird in Deutschland auch als Redneck Horror und Nightmare Evil vertrieben.

## Handlung
Trevor ist ein ehemaliger Soldat, der den Afghanistan-Krieg überstanden hat. Aufgrund der grausamen Bilder, die er erlebt hat, kann Trevor nicht schlafen und ist immer noch mit dem Terror des Krieges konfrontiert. Als er bei der Durchreise durch Texas eine Autopanne hat, gerät er an die sadistische Familie Brodrick. Diese hält vorbeifahrende und gefangene Touristen als Sklaven, um sie zur Arbeit an ihrem Bauernhof zu zwingen. Eine falsche Frage oder Antwort wird mit dem Tode bestraft. Trevor erlitt selbst durch Folter und Verhör hinter den feindlichen Linien ein schweres Trauma. Als sie ihn daran erinnern, rastet er aus. Trevor befreit sich und nimmt den Kampf auf.

## Kritiken
„Drastischer Horrorfilm in der Nachfolge von ‚Texas Chainsaw Massacre‘, der erneut das Bild des sadistischen Hinterwäldlers entwirft. In den Nebenrollen besetzt mit Stars wie Dennis Hopper und Robert Carradine, die nicht ins eigentliche Massaker eingreifen.“